# John A. Peacock

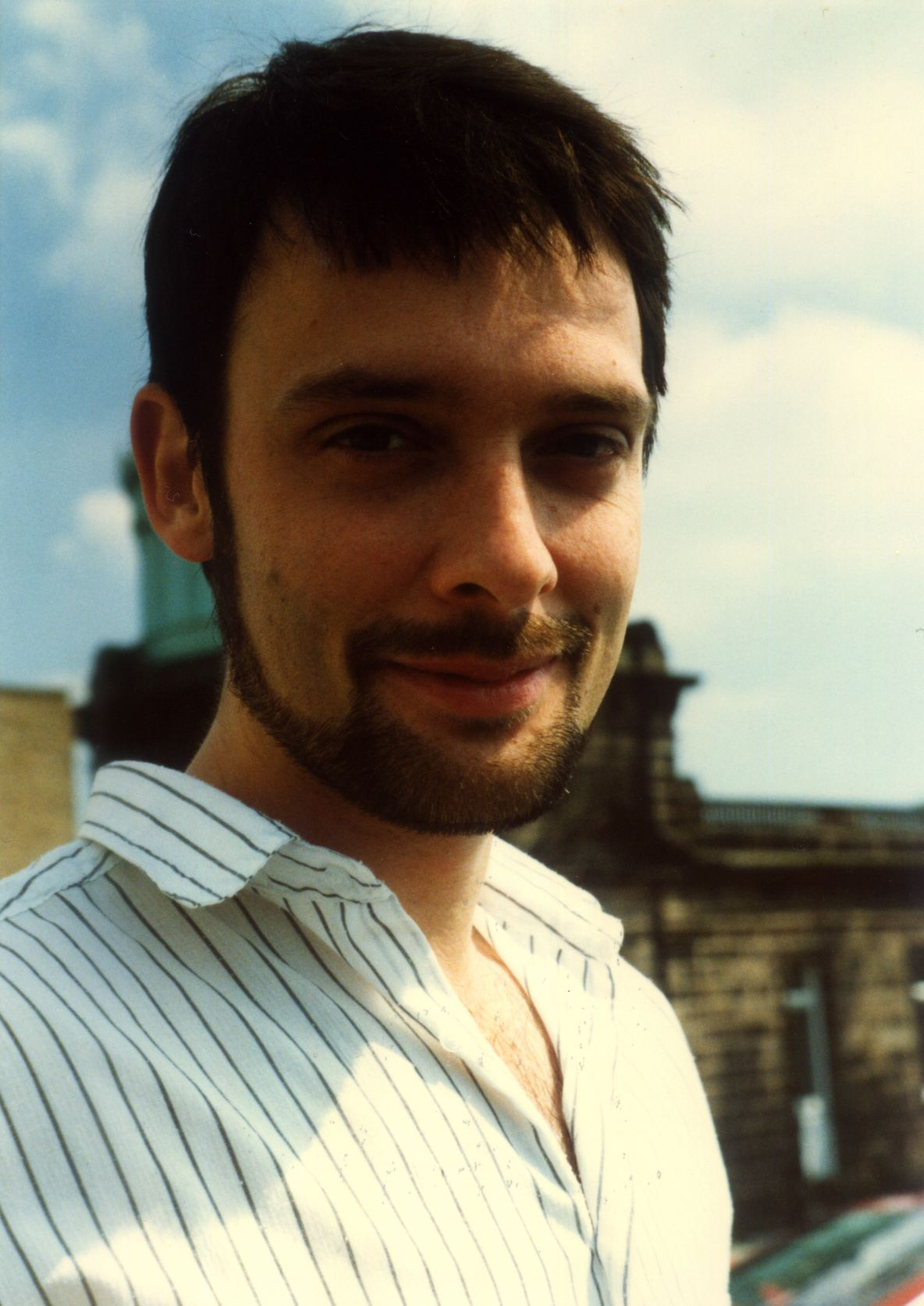
John A. Peacock, 1989

John Andrew Peacock (* 27. März 1956 in Shaftesbury (Dorset)) ist ein britischer Astronom.
Peacock studierte 1974 bis 1977 an der Universität Cambridge (Jesus College) und absolvierte die Tripos Prüfungen mit Auszeichnung. 1980 wurde er bei Malcolm Sim Longair und J. V. Wall am Cavendish Laboratory promoviert (The radio spectra and cosmological evolution of extragalactic radio sources). Ab 1981 war er am Royal Observatory Edinburgh, an dem er 1983 eine Festanstellung erhielt und 1992 Leiter der Forschung wurde. Gleichzeitig wurde er 1998 Professor für Kosmologie an der University of Edinburgh (an der er schon 1994 eine Ehrenprofessur hatte). 2007 bis 2013 stand er dort dem Institut für Astronomie vor.
Er war unter anderem Gastwissenschaftler am Institute for Advanced Study, am Observatorium in Meudon bei Paris, am Caltech, dem astronomischen Institut in Honolulu, am Australian Astronomical Observatory und am kanadischen Zentrum für theoretische Astrophysik in Toronto. 2005 hielt er die Sackler Lecture an der Sternwarte in Leiden.
Er befasst sich mit Entstehung und Clusterbildung von Galaxien, der Verteilung entfernter Quasare und aktiver Galaxien, Statistik von Gravitationslinsenverteilung und Umgebung aktiver Galaxien und Eigenschaften von Sternen in deren Nachbarschaft.
Er war 1994 Gründungsmitglied des Virgo-Konsortiums für Supercomputer-Rechnungen in der Kosmologie. 1999 bis 2005 war er Vorsitzender für Großbritannien im britisch-australischen 2dF Galaxy Redshift Survey Consortium, das großräumig die Galaxienverteilung anhand der Rotverschiebung bestimmt.
2014 erhielt er mit Shaun Cole und Daniel Eisenstein den Shaw Prize in Astronomie. Er ist Fellow der Royal Society (2007) und der Royal Society of Edinburgh (2006). 2023 erhielt Peacock die Goldmedaille der Royal Astronomical Society.
Als Hobby spielt er klassische Musik auf der Klarinette und ist Bergwanderer und Bergsteiger.

## Veröffentlichungen (Auswahl)
- Cosmological Physics. Cambridge University Press, 1999.